# ناصر السبيعي
ناصر كريدي فهد ناصر العامري السبيعي شاعر شعبي كويتي ولد عام 1952، مؤسس ورئيس تحرير مجلة المختلف.

## بداياته
كانت بدايته كمعد صفحة شعرية، متخصصة في الأدب الشعبي في جريدة السياسة الكويتية، الصفحة التي تبنت نهوض الحركة الشعرية في شبه الجزيرة العربية. كان في بداياته، يكتب أشعاره باسم الشاعر «النديم».

## مجلة المختلف
في سنة 1989 أصدر ترخيص من وزارة الإعلام الكويتية بعد التجربة الأولى التي حظي بها نايف حمدي الحربي بترخيص مجلة الغدير.

## مجال الغناء
غنى له بعض الفنانين أبرزهم:
- سعود مجبل في ألبوم ليلة هناء 1984.
- عبد الله الرويشد الذي غنى له عدداً من الأغاني الناجحة أبرزها: (انتهينا)،[2] و(تعال).[3]
- سعد الفهد (نعم تقدر).[4]

## نشاطات أخرى
- عضو لجنة التحكيم في مسابقة شاعر العرب
- رشح نفسه في انتخابات مجلس الأمة في فترتين متتاليتين 1999 و2003.
- مدير قناة المختلف.
- عضو لجنة تحكيم برنامج شاعر الراية 2022.[5]